# Los albañiles
Pour plus de détails, voir Fiche technique et Distribution.
Los albañiles est un film mexicain réalisé par Jorge Fons, sorti en 1976.

## Synopsis
Le meurtre d'un gardien de chantier est présenté à travers les points de vue de différents personnages.

## Fiche technique
- Titre : Los albañiles
- Réalisation : Jorge Fons
- Scénario : Luis Carrion, Jorge Fons et Vicente Leñero
- Musique : Gustavo César Carrión
- Photographie : Álex Phillips Jr.
- Montage : Eufemio Rivera
- Production : Leopoldo Silva et Marco Silva
- Société de production : Corporación Nacional Cinematográfica, Avant Films et Marco Polo S. A.
- Pays :  Mexique
- Genre : Drame, thriller
- Durée : 122 minutes
- Dates de sortie : 
  -  Mexique : 23 décembre 1976

## Distribution
- Ignacio López Tarso : Don Jesús
- Jaime Fernández : Pérez Gómez
- José Alonso : Federico Zamora
- Salvador Sánchez : Chapo Álvarez
- José Carlos Ruiz : Jacinto Martínez
- Katy Jurado : Josefina
- Adalberto Martínez : Patotas
- David Silva : Zamora
- Eduardo Cassab : Munguia
- Salvador Garcini : Sergio García
- Gerardo Zepeda : Marcial
- Mario García González : Delegado
- Ramón Menéndez : Dávila, un policier
- Guillermo Gil : Valverde, un policier
- José Luis Flores : Isidro
- Yara Patricia : Celerina
- Leonor Llausás : la mère d'Isidro
- Evangelina Martínez : Rosa, la femme de Jacinto
- César Bono : Suárez, un policier
- Tatiana Fons : la sœur de Isidro
- Carlos Gómez : Compa
- Manuel Garay : Sacerdote
- Baltazar Oviedo : Baltazar
- Agustín Fernández : Choforo
- Regino Herrera : Dario

## Distinctions
Le film a été présenté en sélection officielle en compétition lors de Berlinale 1977.